# Expedit Baumgart

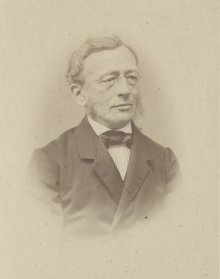
Expedit Baumgart

Expedit Felix Baumgart (* 13. Januar 1817 in Glogau; † 14. September 1871 in Bad Warmbrunn) war ein deutscher Musikpädagoge am Breslauer königlichen Institut für Kirchenmusik, Komponist und Gymnasiallehrer.

## Leben und Werk
Expedit Baumgart erhielt seine philologisch-wissenschaftliche und musikalische Bildung in seiner Geburtsstadt Glogau und an der Universität Breslau. Hier studierte er Musik bei Johann Theodor Mosewius und  Wolff  sowie Philologie bei Karl Ernst Christoph Schneider und Julius Ambrosch. Er promovierte 1842 mit der Arbeit De Q. Fabio Pictore, antiquissimo Romanorum historico („Über Q. Fabius Pictor, den ältesten römischen Historiker“).
1843 wurde Baumgart Lehrer für Musiktheorie und Orgelspiel am akademischen Institut für Kirchenmusik in Breslau. Dieses Amt hielt er auch nach seiner Anstellung als Lehrer am königlichen Gymnasium St. Matthias in Breslau 1853 bis kurz vor seinem Tode.
Expedit Baumgart wurde vor allem durch seine Neuausgabe von Philipp Emanuel Bachs Sonaten für Kenner und Liebhaber (sechs Bände) bekannt.
Expedit Baumgart schrieb auch Männerchöre.